# Joey Morgan
Joey Morgan (* 1993 in Chicago, Illinois; † 21. November 2021) war ein US-amerikanischer Schauspieler in Film und Fernsehen. Er spielte Rollen in Filmen wie Scouts vs. Zombies – Handbuch zur Zombie-Apokalypse, Compadres oder Flower.

## Leben und Karriere
Joey Morgans älterer Bruder ist der Schauspieler Trevor Morgan.
Sein Filmdebüt als Schauspieler gab der 1993 in Chicago geborene Joey Morgan 2015 unter der Regie von Christopher B. Landon an der Seite von Tye Sheridan, Logan Miller und Sarah Dumont in der Horrorkomödie Scouts vs. Zombies – Handbuch zur Zombie-Apokalypse. Es folgten in den nachfolgenden Jahren weitere Rollen in Komödien wie in der Action-Komödie Compadres von Regisseur Enrique Begné neben Omar Chaparro und Eric Roberts 2016, in dem Liebesdrama Flower von Max Winkler aus dem Jahre 2017, 2018 in Camp Manna von den Regisseuren Eric Scott Johnson und Eric Machiela an der Seite von Schauspielerkollegen Gary Busey. Im gleichen Jahr spielte er unter der Regie von Ian Samuels in der romantischen Liebeskomödie Sierra Burgess Is a Loser oder 2020 in seiner letzten Kinoproduktion in der Abenteuerkomödie Max Reload and the Nether Blasters von Scott Conditt und Jeremy Tremp. In dem Film spielten unter anderem Jai Raja, Egyptian Gamer, Richard Lippert, Tom Plumley, Hassie Harrison, Mario Yniguez, Damian Michael Pearsall, Greg Grunberg oder Martin Kove.
Neben seinen Engagements auf der großen Leinwand sah man Joey Morgan auch in verschiedenen Fernsehproduktionen wie dem TV-Film DeTour von Regisseur Jeremy Garelick oder 2019 in acht Folgen der Horrorserie Critters: A New Binge in der Rolle des Christopher.
Joey Morgan verstarb im November 2021 im Alter von 28 Jahren. Die Todesursache ist noch nicht bekannt.

## Filmografie

### Filme
- 2015: Scouts vs. Zombies – Handbuch zur Zombie-Apokalypse (Scouts Guide to the Zombie Apocalypse)
- 2016: Compadres
- 2016: Margaret and the Moon (Kurzfilm)
- 2017: Flower
- 2018: Camp Manna
- 2018: Sierra Burgess Is a Loser
- 2020: Max Reload and the Nether Blasters

### Fernsehen
- 2015: DeTour (Fernsehfilm)
- 2017: Chicago Med (Fernsehserie, 1 Episode)
- 2018: Angie Tribeca (Fernsehserie, 1 Episode)
- 2019: Critters: A New Binge (Fernsehserie, 8 Episoden)